# Жовтий кек

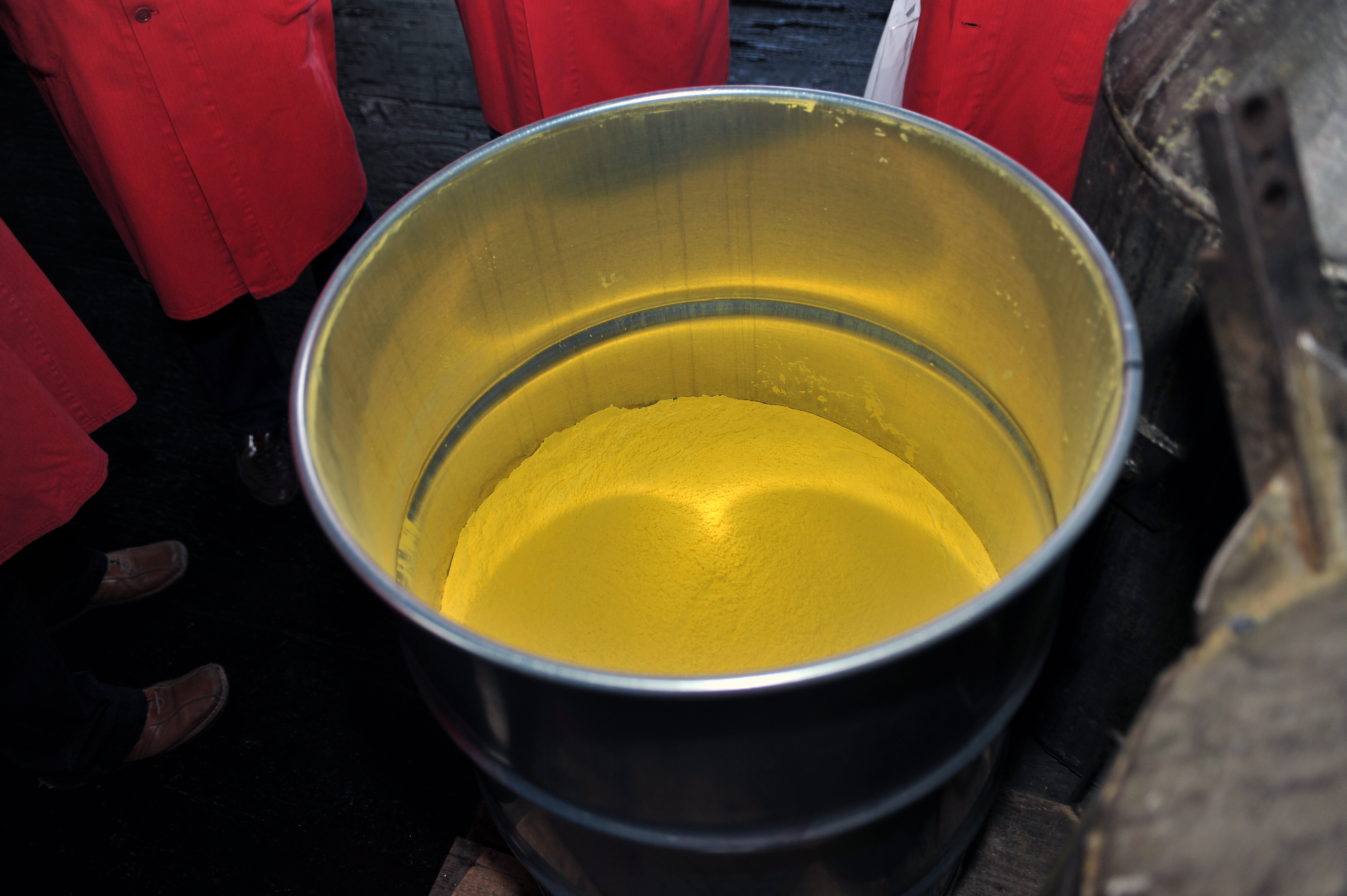
Жовтий кек

Жовтий кек (також званий уранією) — це тип порошку уранового концентрату, отриманого з розчинів вилуговування на проміжній стадії переробки уранових руд. Це етап обробки урану після його видобутку, але перед виготовленням палива або збагаченням урану. Концентрати жовтого кеку готують різними способами екстрагування та рафінування в залежності від типу руд. Як правило, жовті коржі отримують шляхом помелу та хімічної обробки уранової руди, утворюючи грубий порошок із різким запахом, нерозчинний у воді та містить близько 80% оксиду урану, який плавиться приблизно при 2880°C.

## Огляд
Спочатку сиру уранову руду видобували традиційним способом, і це все ще відбувається в багатьох шахтах. Спочатку її подрібнюють до дрібного порошку, пропускаючи через дробарки та подрібнювачі для отримання «пульпи» руди. Його додатково обробляють концентрованими кислотними, лужними або пероксидними розчинами для вилуговування урану. Однак майже половина виробництва жовтого кеку зараз виробляється шляхом вилуговування на місці, коли розчин прокачується через родовище урану, не порушуючи ґрунт. Жовтий кек — це те, що залишається після сушіння та фільтрації. Жовтий кек, вироблений на більшості сучасних млинів, насправді коричневий або чорний, а не жовтий; назва походить від кольору та текстури концентратів, отриманих під час ранніх гірничих робіт.

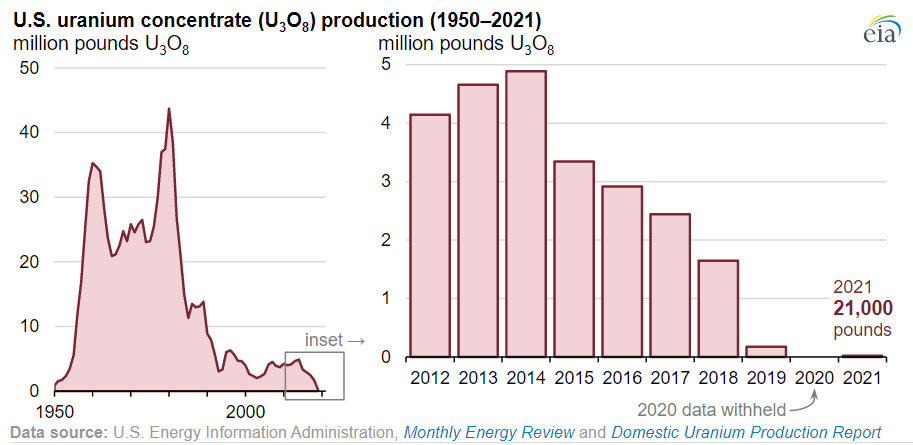
Виробництво октооксиду триурану (U _{3} O _{8}) в США, 1950–2021 рр.

Спочатку сполуки, що утворюються в жовтих коржах, не були ідентифіковані; у 1970 році Гірниче бюро США все ще називало жовтий осад кінцевим осадом, який утворився в процесі помелу, і вважало його діуранатом амонію або діуранатом натрію. Композиції були змінними і залежали від вилуговувача та наступних умов осадження. Сполуки, виявлені в жовтих коржах, включають гідроксид уранілу, уранілсульфат, пара-уранат натрію та пероксид уранілу, а також різні оксиди урану. Сучасний жовтий кек зазвичай містить від 70 % до 90 % октооксиду триурану (U3O8) за вагою. Існують інші оксиди, такі як діоксид урану (UO2) і триоксид урану (UO3).
Жовтий кек виробляють всі країни, в яких видобувають уранову руду.

### Подальша обробка
Жовтий кек використовується для приготування уранового палива для ядерних реакторів, для чого його переплавляють у очищений UO2 для використання у паливних стрижнях для важководних реакторів під тиском та інших систем, які використовують природний незбагачений уран.
Очищений уран також можна збагачувати до ізотопу U-235. У цьому процесі оксиди урану поєднуються з фтором з утворенням газоподібного гексафториду урану (UF6). Далі газ проходить ізотопне розділення за допомогою процесу газової дифузії або в газовій центрифузі. Це може виробляти низькозбагачений уран, що містить до 20 % U-235, який підходить для використання в більшості великих цивільних електричних реакторів. При подальшій обробці отримують високозбагачений уран, що містить 20 % або більше U-235, який підходить для використання в компактних ядерних реакторах, які зазвичай використовуються для забезпечення потужністю військових кораблів і підводних човнів. Подальша обробка може дати збройовий уран з рівнем U-235, який зазвичай перевищує 90 %, придатний для ядерної зброї.

## Радіоактивність і безпека

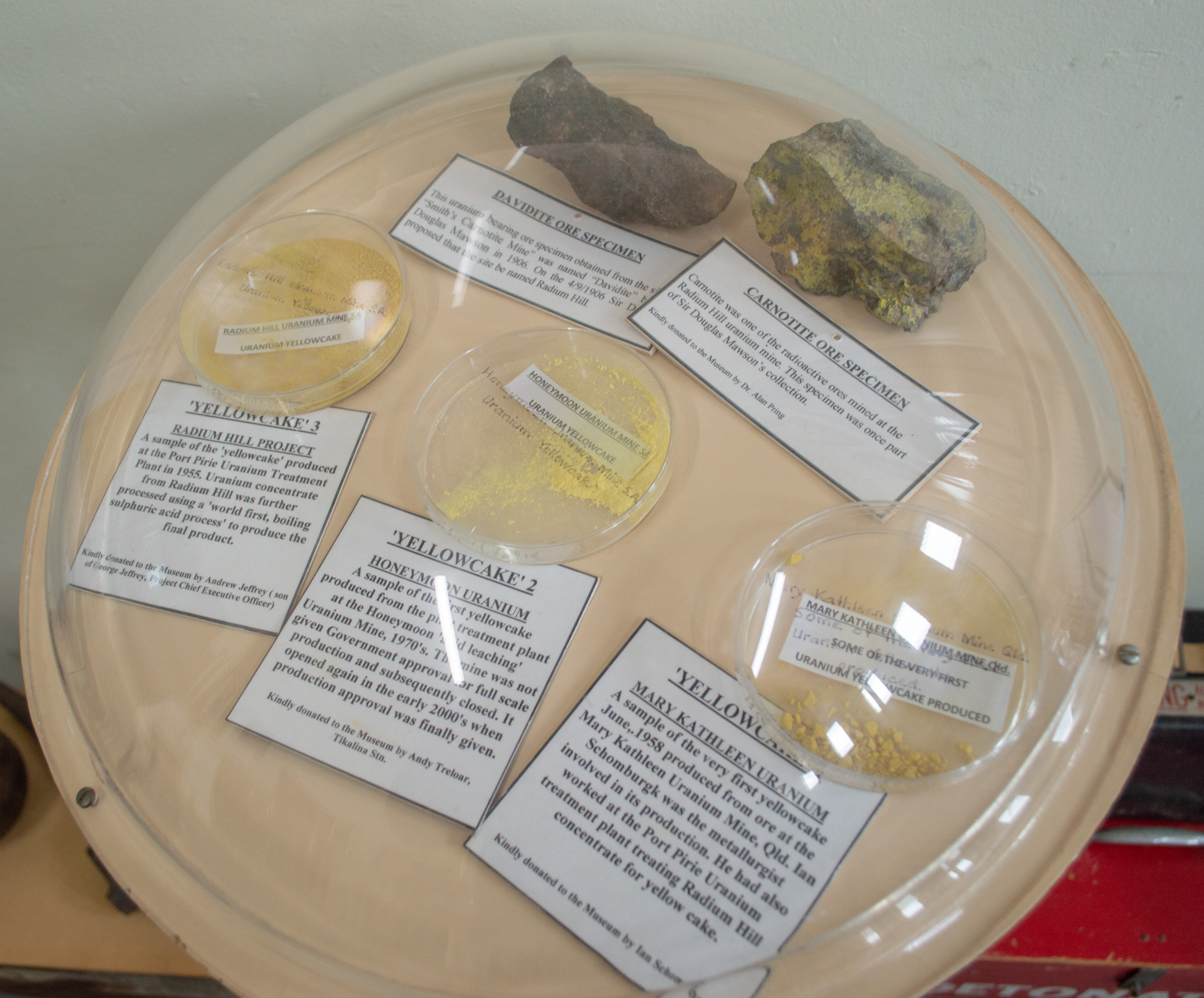
Жовтий кек і руда

Уран у жовтому кеку майже виключно (>99 %) складається з U-238 з дуже низькою радіоактивністю. U-238 має надзвичайно довгий період напіврозпаду, понад 4 мільярди років, що означає, що він випромінює повільну швидкість. Ця стадія переробки відбувається перед концентрацією більш радіоактивного U-235, тому за визначенням ця стадія урану має таку саму радіоактивність, як і в природі, коли він був під землею, оскільки пропорції ізотопів відповідають їхній рідній відносній концентрації. Жовтий кек небезпечний при вдиханні.